# Masanobu Fukuoka
Masanobu Fukuoka (jap. 福岡正信 Fukuoka Masanobu; ur. 2 lutego 1913, zm. 16 sierpnia 2008) – japoński rolnik i filozof, prekursor naturalnego rolnictwa i przywracania roślinności na tereny zniszczone działalnością człowieka. Propagował rolnictwo na podstawie czterech zasad: uprawa ziemi bez orki lub przewracania ziemi, uprawa bez nawożenia za pomocą nawozów sztucznych czy kompostu, uprawa bez odchwaszczania za pomocą herbicydów lub orki oraz uprawa bez agrochemii. Stworzył szczególną metodę uprawy, określanej powszechnie jako „rolnictwo naturalne” lub „rolnictwo bez nakładu pracy”.
Jako młody człowiek Fukuoka przeżył objawienie, w którym zobaczył, że wiedza i działalność ludzka są bezwartościowe  i że istnienie jest nierozerwalną jednością w której wszystko jest połączone, idealnie ułożone i pełne siły życiowej. Dla Fukuoki była tylko jedna rzeczywistość: świat dokładnie tak jak istnieje, bez intelektualnych rozróżnień lub sądów jakiegokolwiek rodzaju. 
Po tym objawieniu rzucił swoją dotychczasową pracę i zajął się rolnictwem w gospodarstwie ojca. Eksperymentował dążąc do rolnictwa „nic nie robienia”, przy każdym zabiegu agrotechnicznym zadając sobie pytanie „Co się stanie, jeśli tego nie zrobię?”, i z takiego eksperymentowania stworzył swoje cztery zasady rolnictwa naturalnego. Obserwował stan gleby i interakcji roślin i zwierząt na swoim gospodarstwie. Wybierał się też na długie spacery w górach żeby odkryć to co on odnosił się jako naturalny wzór i w których starał się opróżnić umysł i wchłonąć co mógł z przyrody. Po pewnym czasie eksperymentowania tylko siał, rozrzucał słomę na ściółkę, przycinał rośliny okrywowe i zbierał plony. Plony ryżu z jego pól równały się lub przewyższały plony ryżu jego sąsiadów którzy używali najnowszą technologię dostępną i agrochemii. 
Jest autorem kilku książek, prac naukowych napisanych po japońsku i innych publikacji. Od lat 70. pojawiał się w telewizji i udzielał wywiadów. Opracowane przez niego metody wywierały wpływ także poza rolnictwem i inspirowały osoby związane z ruchami naturalnej żywności i zdrowego stylu życia. Był zdeklarowanym zwolennikiem wartości oraz zasad natury.
Miał wpływ na kształtowanie permakultury. Jedna z jego książek przetłumaczonych na angielski, The One Straw Revolution (tytuł wydania polskiego: Rewolucja źdźbła słomy), została przetłumaczona na więcej niż 20 języków.